# Persone di nome Jack/Calciatori
| Questa pagina contiene informazioni ricavate automaticamente dalle voci biografiche con l'ausilio del template Bio e di un bot. L'aggiornamento è periodico e automatico e ricostruisce completamente la pagina. Se manca una persona in questa lista, sei pregato di non aggiungerla, ma accertati piuttosto che la sua voce biografica contenga il template Bio e che i dati anagrafici siano correttamente compilati. Se il template Bio manca, inseriscilo tu stesso o, in alternativa, metti l'avviso {{tmp\|Bio}} che ne segnala la mancanza. Se i dati riportati sono sbagliati, correggi direttamente la voce biografica; le modifiche saranno visibili in questa lista entro pochi giorni. Per chiarimenti vedi il progetto antroponimi. La lista contiene solo le 75 persone che sono citate nell'enciclopedia e per le quali è stato implementato correttamente il template Bio. Pagina aggiornata al 16 ott 2024. |

Questa è una lista di persone presenti nell'enciclopedia che hanno il nome Jack e sono calciatori.

## A(2)
- Jack Allan, calciatore inglese (South Shields, n. 1883)
- Jack Allen, calciatore inglese (Newcastle upon Tyne, n. 1903 - † 1957)

## B(11)
- Jack Baldwin, calciatore inglese (Barking, n. 1993)
- Jack Bamber, calciatore inglese (St Helens, n. 1895 - St Helens, † 1973)
- Jack Barmby, ex calciatore inglese (Harlow, n. 1994)
- Jack Bonham, calciatore irlandese (Stevenage, n. 1993)
- Jack Brand, ex calciatore tedesco (Braunschweig, n. 1953)
- Jack Brennan, calciatore inglese (Manchester, n. 1891 - Blackpool, † 1942)
- Jack Brown, calciatore scozzese (Scozia)
- Jack Butland, calciatore inglese (Bristol, n. 1993)
- Jack Butler, calciatore e allenatore di calcio inglese (Colombo, n. 1894 - † 1961)
- Jack Byrne, calciatore irlandese (Dublino, n. 1996)
- Jack Byrne, calciatore irlandese (Bray, n. 1902 - Bray, † 1976)

## C(6)
- Jack Charlton, calciatore e allenatore di calcio inglese (Ashington, n. 1935 - Ashington, † 2020)
- Jack Clarke, calciatore inglese (York, n. 2000)
- Jack Colback, calciatore inglese (Killingworth, n. 1989)
- Jack Connors, calciatore irlandese (Brent, n. 1994)
- Jack Cooper Love, calciatore svedese (Aneby, n. 2001)
- Jack Cork, calciatore inglese (Londra, n. 1989)

## D(2)
- Jack Diment, calciatore scozzese (Devonport, n. 1885 - Castle Hill Hospital, † 1978)
- Jack Duncan, calciatore australiano (Perth, n. 1993)

## E(1)
- Jack Elliott, calciatore inglese (Londra, n. 1995)

## F(1)
- Jack Froggatt, calciatore inglese (Sheffield, n. 1922 - Worthing, † 1993)

## G(2)
- Jack Grealish, calciatore inglese (Birmingham, n. 1995)
- Jack Grech, calciatore maltese (n. 1932 - Pietà, † 2003)

## H(9)
- Jack Harrison, calciatore inglese (Stoke-on-Trent, n. 1996)
- Jack Hastings, calciatore nordirlandese (Belfast, n. 1858 - † 1935)
- Jack Henderson, calciatore nordirlandese (Dromore, n. 1844 - † 1932)
- Jack Hendry, calciatore scozzese (Glasgow, n. 1995)
- Jack Hill, calciatore e allenatore di calcio inglese (Hetton-le-Hole, n. 1897 - † 1972)
- Jack Hinshelwood, calciatore inglese (Worthing, n. 2005)
- Jack Hobbs, ex calciatore inglese (Portsmouth, n. 1988)
- Jack Hunt, calciatore inglese (Rothwell, n. 1990)
- Jack Hunter, calciatore inglese (Sheffield, n. 1851 - Blackburn, † 1903)

## J(4)
- Jack Jean Baptiste, calciatore honduregno (San Pedro Sula, n. 1999)
- Jack Jewsbury, ex calciatore statunitense (Joplin, n. 1981)
- Jack Johnson, calciatore e allenatore di calcio danese (Odense, n. 1924 - Frederiksberg, † 2002)
- Jack Johnson, calciatore inglese (Newcastle upon Tyne, n. 1919 - † 1975)

## K(4)
- Jack Kelsey, calciatore gallese (Swansea, n. 1929 - Londra, † 1992)
- Jack Kolle, calciatore indonesiano (n. 1912 - † 1970)
- Jack Kramer, calciatore norvegese (Oslo, n. 1939 - Asker, † 2020)
- Jack Lahne, calciatore svedese (Lusaka, n. 2001)

## L(2)
- Jack Lambert, calciatore inglese (Greasbrough, n. 1902 - Enfield, † 1940)
- Jack Leitch, calciatore scozzese (Motherwell, n. 1995)

## M(6)
- Jack MacKenzie, calciatore scozzese (Aberdeen, n. 2000)
- Jack Maher, calciatore statunitense (Caseyville, n. 1999)
- Jack Marriott, calciatore inglese (Beverley, n. 1994)
- Jack McClelland, calciatore nordirlandese (Lurgan, n. 1940 - Lurgan, † 1976)
- Jack McGlynn, calciatore statunitense (Middle Village, n. 2003)
- Jack Mew, calciatore inglese (Sunderland, n. 1889 - † 1963)

## O(1)
- Jack O'Connell, ex calciatore inglese (Liverpool, n. 1994)

## P(5)
- Jack Peddie, calciatore scozzese (Glasgow, n. 1876 - Detroit, † 1928)
- Jack Pelter, calciatore neozelandese (Barrow-in-Furness, n. 1987)
- Jack Picken, calciatore scozzese (Hurlford, n. 1880 - Plymouth, † 1952)
- Jack Pickering, calciatore inglese (Sheffield, n. 1908 - † 1977)
- Jack Price, calciatore inglese (Shrewsbury, n. 1992)

## R(5)
- Jack Reilly, ex calciatore scozzese (Stonehaven, n. 1945)
- Jack Reynolds, calciatore britannico (Blackburn, n. 1869 - Sheffield, † 1917)
- Jack Robinson, calciatore inglese (Warrington, n. 1993)
- Jack Rodwell, calciatore inglese (Southport, n. 1991)
- Jack Rudoni, calciatore inglese (Carshalton, n. 2001)

## S(8)
- Jack Samani, ex calciatore salomonese (n. 1979)
- Jack Sergeant, calciatore gibilterriano (Gibilterra, n. 1995)
- Jack Shaw, calciatore inglese (Doncaster, n. 1924 - Denaby, † 2011)
- Jack Simpson, calciatore inglese (Weymouth, n. 1996)
- Jack Sinclair, calciatore nordirlandese (n. 1856 - † 1922)
- Jack Stacey, calciatore inglese (Ascot, n. 1996)
- Jack Stephens, calciatore inglese (Torpoint, n. 1994)
- Jack Stewart, ex calciatore statunitense (Torrance, n. 1983)

## T(3)
- Jack Taylor, calciatore irlandese (Londra, n. 1998)
- Jack Trees, calciatore inglese (n. 1912)
- Jack Tresadern, calciatore e allenatore di calcio inglese (Leytonstone, n. 1890 - Tonbridge, † 1959)

## W(3)
- Jack Wetney, calciatore e giocatore di calcio a 5 salomonese (n. 1990)
- Jack Whatmough, calciatore inglese (Gosport, n. 1996)
- Jack Wilshere, ex calciatore inglese (Stevenage, n. 1992)